# Навлинское сельское поселение
Навлинское се́льское поселе́ние — муниципальное образование в Шаблыкинском районе Орловской области Российской Федерации.
Административный центр — село Навля.

## История
Статус и границы сельского поселения установлены Законом Орловской области от 12 августа 2004 года № 419-ОЗ «О статусе, границах и административных центрах муниципальных образований на территории Шаблыкинского района Орловской области».

## Население
| 2010 | 2012 | 2013 | 2014 | 2015 | 2016 | 2017 |
| ---- | ---- | ---- | ---- | ---- | ---- | ---- |
| 534  | ↘495 | ↘470 | ↘455 | ↘439 | ↘433 | ↗436 |
| 2018 | 2019 | 2020 | 2021 | 2023 |      |      |
| ↘421 | ↗423 | ↗426 | ↗487 | ↘481 |      |      |

## Состав сельского поселения
| №  | Населённый пункт | Тип населённого пункта       | Население |
| -- | ---------------- | ---------------------------- | --------- |
| 1  | Алексеевский     | посёлок                      | 0         |
| 2  | Воробьёвка       | деревня                      | 16        |
| 3  | Ивановка         | деревня                      | 36        |
| 4  | Козыревка        | деревня                      | 0         |
| 5  | Красная Заря     | посёлок                      | 0         |
| 6  | Лесничество      | посёлок                      | ↘69       |
| 7  | Муравельник      | село                         | 45        |
| 8  | Навля            | село, административный центр | ↘199      |
| 9  | Натальино        | деревня                      | 0         |
| 10 | Розоново         | посёлок                      | 0         |
| 11 | Смородиновка     | деревня                      | 7         |
| 12 | Широкий          | посёлок                      | 5         |
| 13 | Юшково           | село                         | ↘157      |